# Bertel Saarnio
Tuure Bertel Matias Saarnio, född 22 mars 1912 i Jakimvaara, död 27 september 1969 i Helsingfors, var en finländsk arkitekt. 
Saarnio var medlem av Finlands Arkitektförbunds återuppbyggnadskommitté och deltog därvid i tillkomsten av en lång rad bostadsområden och -byggnader, bland annat i Månsas och Hertonäs i Helsingfors. Han drev under en period en arkitektbyrå tillsammans med Kurt Simberg och utförde tillsammans med honom stadsplanen för Ekenäs (1951). Av Saarnios övriga verk kan nämnas Villa Malmsten i Helsingfors (1958), övningsskolan vid Heinola seminarium (1957) samt Kouvola stadshus (tillsammans med Juha Leiviskä, 1964–1969).